# Marietta Marich
Marietta Cox dite Marietta Marich (née le 5 avril 1930 à Dallas au Texas et morte le 28 septembre 2017 à Houston dans le même État américain), est une actrice américaine.
Elle est décédée d'une dissection aortique en 2017 à l'âge de 87 ans.

## Filmographie
- 1988 : Pleine lune sur Blue Water : Lois
- 1992 : Simple Men : M'man (Meg)
- 1992 : En toute bonne foi : Mrs. Hawkins
- 1993 : Un monde parfait : une femme de fermier
- 1995 : Les étoiles tombent sur Henrietta : Pauline adulte (narratrice)
- 1996 : Deux mères pour un enfant : Melba
- 1996 : Les Démons du maïs 4 : La Moisson : Rosa Nock
- 1998 : Rushmore : Mrs. Guggenheim
- 2003 : Massacre à la tronçonneuse : Luda May
- 2006 : Massacre à la tronçonneuse : Le Commencement : Luda May